# FC Denzlingen
Der FC Denzlingen 1928 ist ein Fußballverein mit 740 Mitgliedern aus dem südbadischen Denzlingen.

## Geschichte
Der Verein wurde am 7. Januar 1928 gegründet. Aktuell verfügt er über zwei Mannschaften im Erwachsenenbereich:
- erste Mannschaft der Herren (Oberliga Baden-Württemberg)
- zweite Mannschaft der Herren (Kreisliga A)

## Herrenmannschaft
Erste größere Aufmerksamkeit erreichte die Herrenmannschaft des FC Denzlingen in der Saison 1987/88, als man als Meister der Bezirksliga Freiburg in die Landesliga Südbaden aufstieg. Zwei Jahre später wurde der Sprung in die Verbandsliga Südbaden geschafft. Diese musste zwar bereits nach einem Jahr wieder verlassen werden, aber zwei Jahre später gelang als Vizemeister über die Aufstiegsrunde der Wiederaufstieg.
Als einer der größten Erfolge in der Vereinsgeschichte konnte im Jahr 1998 der Gewinn des Südbadischen Verbandspokals und der damit verbundene Einzug in die 1. DFB-Pokalhauptrunde gefeiert werden, wo man sich dem Hamburger SV mit 0:3 geschlagen geben musste. Ein weiterer Höhepunkt war 1998/99 die Meisterschaft in der Verbandsliga, die gleichzeitig den Aufstieg in die Oberliga Baden-Württemberg bedeutete. Nach drei Oberligaspielzeiten musste 2002 jedoch der Rückmarsch in die Verbandsliga und zwei Jahre später sogar der in die Landesliga angetreten werden.
Als einzigem der seinerzeitigen fünf Verbandsligaabsteiger gelang dem FC Denzlingen jedoch die sofortige Rückkehr in Südbadens höchste Spielklasse, sodass der FCD ab der Saison 2005/06 wieder der Verbandsliga angehörte. Aufhorchen ließ die Mannschaft im Südbadischen Verbandspokal 2005/06, wo sie bis ins Endspiel vorstieß und sich dort dem Regionalligisten SC Pfullendorf erst in der Verlängerung mit 0:2 beugen musste.
Als Meister der Verbandsliga Südbaden 2008/09 spielte der FC Denzlingen 2009/10 wieder in der Oberliga Baden-Württemberg. Dort belegten die Denzlinger nur den 16. Tabellenplatz und stiegen postwendend wieder in die Verbandsliga ab. 2015 folgte der Abstieg in die Landesliga, 2016 jedoch der direkte Wiederaufstieg in die Verbandsliga. Nach sechs Spielzeiten feierte man zum Abschluss der Saison 2022/23 die dritte Verbandsliga-Meisterschaft der Vereinsgeschichte und damit den erneuten Oberligaaufstieg. In der Folgesaison 2023/24 stieg der FC jedoch prompt wieder ab, aber mit dem vierten Meistertitel in der Verbandsliga Südbaden 2024/25 gelang der direkte Wiederaufstieg.

### Erfolge
- Meister der Verbandsliga Südbaden: 1999, 2009, 2023, 2025
- Meister der Landesliga: 1990, 2005, 2016
- Südbadischer Verbandspokalsieger: 1998
- Bezirkspokalsieger: 1988

## Frauenmannschaft
Den ersten größeren Erfolg konnte die Frauen-Fußballmannschaft des FC Denzlingen in der Spielzeit 2005/06 erzielen, als mit einem 2:1-Finalsieg gegen den FC Wolfenweiler/Schallstadt der Bezirkspokal gewonnen werden konnte. In der folgenden Saison wurde das Team Meister der Bezirksliga und bereits im Jahr darauf auch Landesliga-Meister. Nach der Vizemeisterschaft im ersten Verbandsligajahr sicherten sich die Damen zweimal in Folge den Südbadischen Meistertitel. Während nach dem ersten Titelgewinn noch auf den Aufstieg verzichtet worden war, trat die Mannschaft in der Saison 2011/12 in der viertklassigen Oberliga Baden-Württemberg an, stieg aber bereits am Ende der Spielzeit wieder in die Verbandsliga Südbaden ab. Im Anschluss an den Verbandsliga-Klassenerhalt 2017/18 wurde die Mannschaft vom Spielbetrieb abgemeldet.

### Erfolge
- Meister der Verbandsliga Südbaden: 2010, 2011
- Bezirkspokalsieger: 2006

## Stadion
Die Mannschaften des FC Denzlingen tragen ihre Heimspiele im Einbollenstadion aus. Das im Juli 1984 eingeweihte Stadion bietet bis zu 4.000 Zuschauern Platz.

## Persönlichkeiten
- Dominik Bergdorf
- Alexander Fischinger
- Nico Gutjahr
- Maximilian Heidenreich
- Carmen Höfflin
- Markus Ortlieb
- Milorad Pilipović
- Herbert Reiß
- Julian Ringhof
- Erich Sautner
- Fabian Schleusener
- Timo Wehrle
- Frank Wormuth